# Зелово (Мућ)
Зелово (до 1991. године Зелово Сутинско) је насељено место у саставу општине Мућ, Сплитско-далматинска жупанија, Република Хрватска.

## Географски положај
Налази се у Цетинској крајини, у Далмацији. Смештено је у подножју планине Свилаје.

## Историја
До територијалне реорганизације у Хрватској налазило се у саставу старе општине Солин.

## Становништво
На попису становништва 2011. године, Зелово је имало 10 становника.
| Број становника по пописима | Број становника по пописима | Број становника по пописима | Број становника по пописима | Број становника по пописима | Број становника по пописима | Број становника по пописима | Број становника по пописима | Број становника по пописима | Број становника по пописима | Број становника по пописима | Број становника по пописима | Број становника по пописима | Број становника по пописима | Број становника по пописима | Број становника по пописима |
| --------------------------- | --------------------------- | --------------------------- | --------------------------- | --------------------------- | --------------------------- | --------------------------- | --------------------------- | --------------------------- | --------------------------- | --------------------------- | --------------------------- | --------------------------- | --------------------------- | --------------------------- | --------------------------- |
| 1857                        | 1869                        | 1880                        | 1890                        | 1900                        | 1910                        | 1921                        | 1931                        | 1948                        | 1953                        | 1961                        | 1971                        | 1981                        | 1991                        | 2001                        | 2011                        |
| 184                         | 0                           | 95                          | 102                         | 113                         | 113                         | 0                           | 144                         | 170                         | 131                         | 98                          | 60                          | 44                          | 27                          | 13                          | 10                          |

Напомена: До 1931. исказивано као део насеља под именом Зелово, а од 1948. до 1991. под именом Зелово Сутинско. У 1869. и 1921. подаци су садржани у насељу Сутина.

### Попис 1991.
На попису становништва 1991. године, насељено место Зелово Сутинско је имало 27 становника, следећег националног састава:
| Попис 1991.‍  | Попис 1991.‍  | Попис 1991.‍ | Попис 1991.‍ | Попис 1991.‍ |
| ------------ | ------------ | ----------- | ----------- | ----------- |
|              |              |             |             |             |
| Срби         | Срби         |             | 20          | 74,07%      |
| Хрвати       | Хрвати       |             | 2           | 7,40%       |
| неопредељени | неопредељени |             | 3           | 11,11%      |
| непознато    | непознато    |             | 2           | 7,40%       |
| укупно: 27   |              |             |             |             |

### Ранији пописи
| Националност       | 1981. | 1971. | 1961. |
| Срби               | 7     | 60    | 97    |
| Југословени        | 37    |       |       |
| Хрвати             |       |       | 1     |
| остали и непознато |       |       |       |
| Укупно             | 44    | 60    | 98    |

## Црква
У Зелову се налази српска православна црква Св. Илије из 1884. године.

## Презимена
- Беара — Православци, славе Св. Јована
- Галић — Православци, славе Св. Николу
- Шкаро — Православци, славе Ђурђевдан

## Знамените личности
- Владимир Беара, српски фудбалер